# مرشحة كاباليرونية خشنة
مرشحة كاباليرونية خشنة (الاسم العلمي: Burkholderia hispidae) هي نوع من البكتيريا، سلبية الغرام، تتبع جنس البيركهولدرية.